# Legální licence
Legální licence je ústavní princip, vyjadřující svobodu jednání člověka v rámci státu, a to praeter legem, tedy v souladu se zákonem. Souvisí s ní i další zásada, podle níž mohou být povinnosti ukládány jen zákonem nebo na základě zákona a v jeho mezích (secundum et intra legem).
V českém ústavním pořádku je zakotvena v čl. 2 odst. 4 Ústavy („Každý občan může činit, co není zákonem zakázáno, a nikdo nesmí být nucen činit, co zákon neukládá.“) a čl. 4 odst. 1 („Povinnosti mohou být ukládány toliko na základě zákona a v jeho mezích a jen při zachování základních práv a svobod.“) Listiny základních práv a svobod.